# Kohlhütte-Lampenschweine
Das Naturschutzgebiet Kohlhütte-Lampenschweine befindet sich auf dem Gebiet der Gemeinde Ibach im Landkreis Waldshut.

## Kenndaten
Das Naturschutzgebiet wurde mit Verordnung des Regierungspräsidiums Freiburg vom 21. April 1996 ausgewiesen und hat eine Größe von 150,7275 Hektar. Es wird unter der Schutzgebietsnummer 3.221 geführt. Der CDDA-Code für das Naturschutzgebiet lautet 164188 und entspricht der WDPA-ID.

## Lage und Beschreibung
Das Naturschutzgebiet Kohlhütte-Lampenschweine befindet sich auf dem Gebiet der Gemeinde Ibach (Schwarzwald) mit einer Größe von rund 151 ha. Es erstreckt sich über die Weidfeld-Moorkomplexe beidseits der L 150 vom Gewann „Kohlhütte“ über den „Großbühl“, die „Neumatt“ bis zum Gewann „Lampenschweine“. Den Abschluss bilden im Nordosten die Moorwälder im Gewann „Bergmöser“. 
Das Naturschutzgebiet ist ein für den Hotzenwald repräsentativer Landschaftsausschnitt mit gehölzarmen Extensivweiden, Hoch- und Niedermoorkomplexen, naturnahen Waldgesellschaften und offenen, felsigen Abhängen. 
In seiner Vielfalt und Großflächigkeit, geprägt von Hochmooren, Niedermooren, Feuchtwiesen und ihrer Brachestadien, Magerweiden und -wiesen sowie Felsen und Wäldern, stellt dieser Landschaftsausschnitt des Hotzenwalds die Lebensgrundlage für eine Vielzahl stark gefährdeter Tier- und Pflanzenarten dar.
Im Gebiet entspringt der Ibach, einer der größeren rechten Nebenflüsse der („Hauensteiner“) Alb.

## Schutzzweck
Wesentlicher Schutzzweck ist die Erhaltung und Entwicklung eines für den Hotzenwald repräsentativen Landschaftsausschnitts mit gehölzarmen Extensivweiden, Hoch- und Niedermoorkomplexen, naturnahen Waldgesellschaften und offenen felsigen Abhängen
- als Lebensraum zahlreicher seltener, zum Teil stark gefährdeter Tier- und Pflanzenarten;
- als vielfältiger Naturraum von besonderer Eigenart und Schönheit;
- als Bereich vielfältiger, großflächig ausgebildeter naturnaher Lebensräume, die auf eine extensive Landnutzung angewiesen sind;
- als Naturraum mit einer ungewöhnlichen Dichte naturnaher bis natürlicher Moorflächen.

## Arteninventar
Im Naturschutzgebiet Kohlhütte-Lampenschweine wurden folgende Arten erfasst:
- Höhere Pflanzen/Farne

Andromeda polifolia (Rosmarinheide), Antennaria dioica (Gewöhnliches Katzenpfötchen), Arnica montana (Berg-Wohlverleih), Asplenium ruta-muraria (Mauerraute), Asplenium septentrionale (Nordischer Strichfarn), Carex canescens agg. (Artengruppe Grau-Segge), Carex davalliana (Davalls Segge), Carex demissa (Aufsteigende Gelbsegge), Carex echinata (Stern-Segge), Carex flava agg. (Artengruppe Gelbsegge), Carex limosa (Schlamm-Segge), Carex nigra agg. (Artengruppe Braune Segge), Carex panicea (Hirsen-Segge), Carex pauciflora (Wenigblütige Segge), Carex pulicaris (Floh-Segge), Carex rostrata (Schnabel-Segge), Carex tomentosa (Filz-Segge), Carlina acaulis (Stängellose Eberwurz), Cuscuta epithymum (Thymian-Seide), Dactylorhiza maculata agg. (Artengruppe Geflecktes Knabenkraut), Dactylorhiza majalis agg. (Artengruppe Breitblättriges Knabenkraut), Danthonia decumbens (Dreizahn), Drosera rotundifolia (Rundblättriger Sonnentau), Epilobium palustre (Sumpf-Weidenröschen), Epipactis helleborine agg. (Artengruppe Breitblättrige Stendelwurz), Epipactis palustris (Sumpf-Stendelwurz), Eriophorum angustifolium (Schmalblättriges Wollgras), Eriophorum latifolium (Breitblättriges Wollgras), Eriophorum vaginatum (Moor-Wollgras), Galium pumilum (Niedriges Labkraut), Genista sagittalis (Flügel-Ginster), Gentianella campestris (Feld-Enzian), Gymnadenia conopsea (Mücken-Händelwurz), Hieracium lactucella (Geöhrtes Habichtskraut), Homogyne alpina (Grüner Alpenlattich), Jasione montana (Berg-Sandrapunzel), Juncus filiformis (Faden-Binse), Juncus squarrosus (Sparrige Binse), Juniperus communis (Gewöhnlicher Wacholder), Listera cordata (Herz-Zweiblatt), Lycopodiella inundata (Sumpfbärlapp), Menyanthes trifoliata (Fieberklee), Molinia caerulea agg. (Artengruppe Pfeifengras), Nardus stricta (Borstgras), Parnassia palustris (Herzblatt), Pedicularis sylvatica (Wald-Läusekraut), Pinguicula vulgaris (Gewöhnliches Fettkraut), Pinus mugo (Berg-Kiefer), Pinus mugo subsp. (Moor-Kiefer), Platanthera bifolia (Weiße Waldhyazinthe), Platanthera chlorantha (Berg-Waldhyazinthe), Potentilla palustris (Blutauge), Pseudorchis albida (Weißzüngel), Ranunculus aconitifolius (Eisenhutblättriger Hahnenfuß), Scorzonera humilis (Niedrige Schwarzwurzel), Sedum villosum (Sumpf-Fetthenne), Silene rupestris (Felsen-Leimkraut), Thesium pyrenaicum (Wiesen-Leinblatt), Trichophorum alpinum (Alpen-Wollgras), Trichophorum cespitosum agg. (Artengruppe Rasenbinse), Trientalis europaea (Siebenstern), Trollius europaeus (Trollblume), Vaccinium oxycoccos agg. (Artengruppe Moosbeere), Vaccinium uliginosum (Gewöhnliche Moorbeere), Vaccinium vitis-idaea (Preiselbeere), Veronica scutellata (Schild-Ehrenpreis), Viola canina (Hunds-Veilchen), Viola palustris (Sumpf-Veilchen)
- Schmetterlinge

Erebia meolans (Gelbbindiger Mohrenfalter), Mellicta athalia (Wachtelweizen-Scheckenfalter), Mesoacidalia aglaja (Großer Perlmuttfalter), Mythimna conigera (Weißfleck-Graseule)
- Vögel

Lanius collurio (Neuntöter), Serinus citrinella (Zitronengirlitz), Tetrao urogallus (Auerhuhn), Turdus torquatus (Ringdrossel)
- Geradflügler

Decticus verrucivorus (Warzenbeißer), Stauroderus scalaris (Gebirgsgrashüpfer)
- Amphibien

Rana temporaria (Grasfrosch)